# Susumo Itimura
Susumo Itimura (Japão, 15 de março de 1918 - Londrina, 29 de setembro de 2011) foi um fazendeiro e político paranaense. Japonês de nascimento, chegou em Santos em 1920, naturalizando-se brasileiro.
Nas eleições municipais de 2008, Susumo foi considerado o prefeito eleito mais velho do Brasil, então com 90 anos de idade.
Dono de uma fazenda no município de Uraí (norte pioneiro do Paraná), Susumo Itimura cultivava rami, sendo considerado o "rei do rami" do Brasil.
No início da década de 1960 entrou para a política, sendo eleito prefeito de Uraí em 1963 e reeleito em 1973, 1996, 2004 e 2008. Em junho de 2011, Susumo foi afastado da administração, quando a Câmara de Vereadores da cidade aprovou a cassação do prefeito sob a alegação de má administração dos recursos da prefeitura
. 